# Kraftwerk Panshan
Das Kraftwerk Panshan (chinesisch 盘山电厂, Pinyin Pánshān diànchǎng) ist ein Kohlekraftwerk bei Jixian in der China. Es besteht aus zwei 500-MW-Blöcken in russischer Technologie und zwei 600-MW-Blöcken aus lokaler Fertigung. Das etwa 90 km östlich von Peking an der Kohlebahn Datong–Qinhuangdao gelegene Kraftwerk ist eines der größten in der stark industrialisierten Region mit den Städten Peking, Tianjin und Tangshan.

## Geschichte

### Blöcke 1 und 2
Im 1991 veröffentlichten 8. Fünfjahresplan wurde der Bau von zwei 500 MW-Blöcke für 5,4 Milliarden Yuan beschlossen. Das Leningrader Metallwerk lieferte die Dampfturbinen und SiO-Podolsk baute die Kesselanlage. Die beiden Blöcke gingen im Dezember 1995 und im Mai 1996 in Betrieb. Die Anlage war das dritte chinesische Kraftwerk, das mit einem überkritischen Wasser-Dampf-Kreislauf betrieben wurde.
In den Jahren 2009 und 2013 wurden die Niederdruckstufen der Turbinen überarbeitet, womit die Leistung der Blöcke auf je 530 MW gesteigert werden konnte.

### Rauchgasreinigung
Der Ausstoß von Schadstoffen konnte mit dem Einbau einer Rauchgasentschwefelung im Jahre 2008 und einer Rauchgasentstickung in den Jahren 2013 und 2014 reduziert werden. Seit 2013 sind beide Blöcke mit einer Wärmeauskopplung versehen, welche für das Fernwärmenetz von Jixian verwendet wird.

### Blöcke 3 und 4
Das Projekt zum Bau der Blöcke 3 und 4 wurde 1996 von der Staatlichen Planungskommission aufgesetzt um mittels staatlichen Fremdwährungsreserven Kraftwerksausrüstung aus heimischer Produktion zu kaufen und dadurch die heimische Industrie zu fördern. Die beiden Blöcke mit einer Leistung von je 600 MW gingen im Dezember 2001 und im Juni 2002 in Betrieb.
Die beiden Blöcke sind mit in Harbin hergestellten überkritischen Dampferzeugern von ABB-CE ausgerüstet. Die Turbinen stammen ebenfalls von ABB Harbin.